# Teverola
Teverola är en ort och kommun i provinsen Caserta i regionen Kampanien i Italien. Kommunen hade 14 570 invånare (2017).